# Fatima Miris
Fatima Miris, nome d'arte di Maria Frassinesi (Chiusa di Pesio, 27 ottobre 1882 – Bologna, 3 novembre 1954), è stata un'attrice, cantante e trasformista italiana.
Rimasta colpita, quando era ancora giovinetta, da uno spettacolo di Leopoldo Fregoli, ne seguì con successo le orme ed è ancor oggi ricordata per la sua abilità nel trasformismo scenico che le consentiva di cambiare, in pochi secondi, la caratterizzazione del personaggio che andava a interpretare, cambiando anche tono di voce, abiti e ogni sorta di accessori.

## Biografia
Figlia di un ufficiale di carriera (capitano Arturo Frassinesi) e di una nobildonna (la contessa Anna Pullè de Vendramin), in giovane età si trasferì con la famiglia a San Giacomo Roncole (frazione di Mirandola, in provincia di Modena), dove la nonna aveva acquistato la villa "La Personala" (poi chiamata villa Frassinesi).
Dopo il diploma di maestra d'asilo, si dedicò, già nei primi anni del secolo, al teatro, scatenando quello che all'inizio la sua famiglia considerò quasi uno scandalo.
Il 7 settembre 1903 debuttò al Teatro Brunetti di Bologna.
Accompagnata dal padre, che le scriveva le riduzioni di operette per adattarle al suo tipo di spettacolo o le scriveva testi ex novo e dalla sorella Emilia Frassinesi, valida violinista, fece rappresentazioni in tutto il mondo, dall'America del Nord e del Sud, all'Australia e la Nuova Zelanda, all'Egitto e si esibì anche al cospetto della regina Elena di Savoia, nel teatro della tenuta di San Rossore.
Nel 1921, sposò, a Bologna, il conte Luigi d'Arco e nel 1922 ebbe da lui una figlia, Giovanna.
Fece ancora tournée per qualche anno e si ritirò poi a vita privata fino al 1932, quando effettuò l'ultima tournée di addio ritornando in Sud America, dove il pubblico non l'aveva mai dimenticata.
Morì a Bologna nel novembre del 1954 per un tumore diagnosticato quando ormai era già tardi.
È sepolta nell'Ingresso Nuovo della Certosa di Bologna.
Una mostra le è stata dedicata a Mirandola nel 2023.